# Феминизм
Фемини́зм (от femina с лат. — «женщина») — спектр идеологий, политических и социальных движений, направленных на расширение и уравнивание политических, экономических, личных и социальных прав женщин с правами мужчин и преодоление сексизма.
Феминистские движения и в прошлом, и в настоящем борются за права женщин: избирательное право, право занимать государственные должности, право на труд и равную оплату труда, право на собственность, образование, участие в сделках, равные права в браке, право на отпуск по беременности и родам, право на телесную автономию и неприкосновенность (защита женщин и девочек от изнасилований, сексуальных домогательств и домашнего насилия) и многое другое. Феминистские движения считаются одной из главных движущих сил крупнейших социальных изменений в области прав женщин, особенно в западных странах, где их деятельность почти единогласно признаётся причиной таких привычных для Запада явлений, как женское избирательное право, женские репродуктивные права (доступ к средствам контрацепции, право на аборт), право заключать сделки и обладать собственностью и гендерная нейтральность словоупотребления в английском языке.
Хотя феминистские движения были и остаются сосредоточенными на правах женщин, некоторые феминистки выступают за включение в феминистскую повестку движения освобождения мужчин, поскольку патриархальная организация общества и традиционные гендерные роли, по их мнению, наносят вред и мужчинам. В то же время другие феминистки утверждают, что мужскими правами должны заниматься сами мужчины.

## История

### Терминология
По мнению исследователей, введение термина «феминизм» принадлежит Шарлю Фурье, утопическому социалисту и французскому философу. Слова «феминизм» и «феминистка» начали появляться в соответствующих языках: во Франции (франц. «féminisme» и «féministe») и Нидерландах в 1872 году, в Великобритании в 1890-х годах и в Соединённых Штатах в 1910 году. Оксфордский словарь английского языка указывает в качестве начала использования 1852 год для слова «feminist» и 1895 год — для слова «feminism». У феминисток во всём мире в зависимости от исторического момента, культуры и страны были разные причины возникновения движений и разные цели. Большинство западных феминистских историков утверждают, что все движения, направленные на обеспечение прав женщин, следует считать феминистскими, даже если они не применяли (или не применяют) этот термин к себе. Другие историки считают, что этот термин следует ограничить современным феминистским движением и его наследниками. Такие историки используют обозначение «протофеминистка» («протофеминизм») для описания более ранних движений.

### Периодизация
История женского движения в западных странах подразделяется на четыре «волны».
1. «Первая волна» относится главным образом к суфражистскому движению XIX и начала XX веков, в котором ключевыми вопросами были права собственности для замужних женщин и право голоса для женщин;
2. Под «второй волной» понимают идеи и действия, связанные с женским освободительным движением, которое начало развиваться с 1960-х годов и выступало за полное юридическое и социальное равенство женщин и мужчин;
3. «Третья волна» является продолжением «второй волны» и реакцией на ряд её неудач. Появление «третьей волны» относят к 1990-м годам[24] и связывают с так называемыми сексуальными войнами между феминистками. Эта дискуссия и последующий глубокий раскол внутри феминизма на антипорнографический феминизм и сексуально-позитивный феминизм считается закатом эры второй волны и началом третьей[25][26][27][28][29].
4. «Четвёртая волна» — фаза, начавшаяся приблизительно с 2013 года[30]. Характеризуется расширением прав и возможностей женщин, интернет-активизмом, применением теории пересечений и защитой маргинализованных социальных групп, в частности «цветных» женщин и транс-женщин[31][32][33].

### Зарождение и предтечи феминизма
Одним из первых литературных произведений, написанных женщинами, является Тхеригатха (часть палийского канона). Это также старейшее свидетельство женского религиозного опыта в буддизме.
В идеальном государстве Платона, женщинам из сословия стражей предписывалось наравне с мужчинами из того же сословия заниматься мусическими и гимнастическими искусствами, а также военным делом и верховой ездой. Несмотря на убеждение, что женщина во всём немощнее мужчины, Платон не исключал возможности нахождения женщин из сословия философов в числе правителей идеального государства, в том числе, единоличных.
Начало европейского феминизма принято датировать концом XVIII — началом XIX века, когда мнение о том, что женщина занимает угнетённое положение в обществе, в центре которого стоит мужчина (см. патриархат), стало получать более широкое распространение. Феминистское движение берёт начало в реформаторском движении западного общества XIX века. Среди активисток этого времени — София де Кондорсе. Автором термина считается Шарль Фурье.
Впервые требования равноправия были выдвинуты женщинами во время Войны за независимость в США (1775—1783). Первой американской феминисткой считают Абигейл Смит Адамс (1744—1818); она вошла в историю феминизма благодаря своей знаменитой фразе: «Мы не станем подчиняться законам, в принятии которых мы не участвовали, и власти, которая не представляет наших интересов» (1776).
Во Франции к началу Великой французской революции 1789 года стал выходить первый журнал, посвящённый борьбе женщин за равенство, возникли женские революционные клубы, члены которых участвовали в политической борьбе. Однако французская Конституция 1791 года отказала женщинам в избирательном праве; в том же году — Национальному собранию была представлена «Декларация прав женщины и гражданки» (подготовленная Олимпией де Гуж по образцу «Декларации прав человека и гражданина» 1789 года), в которой содержалось требование признания полного социального и политического равноправия женщин.
Тогда же была создана первая женская политическая организация: «Общество женщин — революционных республиканок» однако в 1793 году деятельность общества была запрещена Конвентом, а вскоре была отправлена на гильотину и автор Декларации — Олимпия де Гуж. Ей принадлежат слова: «Если женщина достойна взойти на эшафот, то она достойна войти и в парламент». В 1795 году женщинам Франции запретили появляться в общественных местах и на политических собраниях. В 1804 году был принят гражданский кодекс Наполеона. Согласно кодексу французская женщина не могла без согласия мужа ни выступать в суде по гражданским делам, ни распоряжаться своей собственностью за исключением составления завещания. Это лишало женщину всех имущественных прав кроме права формального владения и передачи собственности по наследству. Кодекс подчинял женщину мужу почти во всех отношениях.
В Великобритании требование равных прав для женщин было выдвинуто Мэри Уолстонкрафт (1759—1797) в книге «Защита прав женщины» (1792); эта работа — одно из немногочисленных сочинений, появившихся до XIX века, которое может быть причислено к феминистским произведениям.
См. также:
- Сара Мур Гримке;
- Хэрриет Хэнсон Робинсон;
- Маргарет Фуллер.

### «Первая волна» феминизма
В 1839 году в Великобритании в результате деятельности одной из первых феминисток Каролины Нортон был принят Акт об опеке над детьми, законодательно закрепляющий многие её реформистские идеи о праве женщин на опеку над собственными детьми в случае развода.
В 1848 году в городе Сенека-Фолс (штат Нью-Йорк) прошёл съезд по защите прав женщин под лозунгом «Все женщины и мужчины созданы равными». На съезде была принята «Декларация чувств», написанная Элизабет Кейди Стэнтон и Лукрецией Мотт и поднимавшая такие важные вопросы, как равноправие женщин в правах собственности, браке, в свободном выборе профессии, получении полноценного образования и т. д.
В 1869 году английский либеральный философ Джон Стюарт Милль опубликовал свою работу «Подчинение женщин», в которой отметил, что «законодательная поддержка подчинения одного пола другому вредна… и есть одно из главных препятствий на пути к общечеловеческому усовершенствованию».
Вопрос о праве собственности для женщин занимал большое место в женском движении Запада. Это связано с тем, что принцип покровительства английского общего права и аналогичное законодательство Франции лишали замужнюю женщину правоспособности, в том числе почти всех имущественных прав. В 1860 году, после обращения Элизабет Стэнтон, Законодательное собрание штата Нью-Йорк приняло в качестве закона «Акт о собственности замужних женщин». Этот акт гарантировал женщине право оставлять за собой заработанное ею, равное с мужем право на совместное попечительство над детьми и имущественные права вдовы, соответствующие правам мужа в случае смерти жены.
Важной фигурой в женском движении второй половины XIX века является Эммелин Панкхёрст — она стала одной из основательниц движения за право женщин голосовать на выборах (т. н. «суфражизм»; от англ. suffrage, право голоса). Одной из её целей было развенчание сексизма, укоренившегося на всех уровнях в британском обществе. В 1903 году Панкхёрст сформировала «Женский социально-политический союз», который в течение года объединил 5 тысяч членов.
После того как члены этой организации стали постоянно подвергаться арестам и тюремному заключению за тривиальные проявления поддержки движению, многие из них решились на выражение своего протеста голодовкой. Результатом голодовки стало то, что серьёзно подорвавшие себе здоровье участники голодовки привлекли внимание к неоправданной жестокости законодательной системы того времени, и, таким образом, к идеям феминизма. Под давлением Женского социально-политического союза английский парламент принял ряд законов, направленных на улучшение положения женщин, и дал женщинам право голоса на местных выборах (1894).
В США в 1869 году были созданы две организации такого же характера — Национальная женская суфражистская ассоциация и Американская женская суфражистская ассоциация, объединившиеся в 1890 году в «Национальную американскую женскую суфражистскую ассоциацию». Благодаря активности её членов в ряде американских штатов женщины оказались допущены к голосованию.
В начале 1920-х годов в городе Вашингтон действовал «Анти-флирт клуб», целью которого была защита женщин от нежелательного внимания со стороны мужчин.
См. также:
- Знаменитая пятёрка
- Виктория Вудхолл
- Теннесси Клафлин
- Эрнестина Роуз
- Олимпия Одуар[40]
- Соджорнер Трут
- Сьюзен Энтони
- Джанет Рэнкин
- Люси Мэдокс Браун

#### Первая волна по странам

##### Женское движение в дореволюционной России
В России женское движение начало складываться в середине 1850-х годов в контексте социально-экономического и политического кризиса и сопутствовавшего ему общедемократического подъёма. В первые десятилетия своего развития российское женское движение занималось благотворительной и культурно-просветительской, а также социальной работой.
В самодержавной России политических прав, помимо женщин, были лишены и многие другие группы населения, а имущественные права российских женщин были защищены значительно лучше, чем в США, Англии и Франции. Поэтому первоначально женское движение сосредоточилось на борьбе за право на высшее образование и связанное с ним право на квалифицированный труд.
Под давлением женского движения правительство пошло на некоторые уступки: в частности, начав выделять средства на финансирование женского образования (См. также «Высшие женские курсы».) Общество также реагировало на деятельность женского движения, широко обсуждая «женский вопрос». Так, в 1857 году появилась статья Николая Пирогова «Вопросы жизни», ставившая вопрос о новом воспитании женщин. К тому же времени относится крылатая фраза Дмитрия Писарева: «Женщина ни в чём не виновата». Он отмечал, что «мужчина гнетёт женщину и клевещет на неё… постоянно обвиняет её в умственной неразвитости, в отсутствии тех или других высоких добродетелей, в наклонностях к тем или иным преступным слабостям…».
На рубеже 1880—1890-х годов, женское движение начало формировать новую, феминистскую идеологию и выдвинуло как свою новую основную цель достижение избирательного права для женщин. Этой цели движению удалось в полной мере достигнуть летом 1917 года, когда женское движение добилось от Временного правительства бесцензового избирательного права в органы власти всех уровней: от органов местного самоуправления до самого Учредительного собрания. Таким образом, женское движение в России оказалось крайне успешным: благодаря ему Россия стала одной из первых стран мира, предоставивших женщинам всю полноту избирательных прав.
Видные деятельницы дореволюционного женского движения в России:
- Мария Трубникова;
- Надежда Стасова;
- Анна Философова;
- Мария Покровская;
- Ольга Шапир;
- Александра Калмыкова;
- Александра Коллонтай.

### «Вторая волна» феминизма
«Вторая волна» относится к периоду феминистской деятельности с начала 1960-х до конца 1980-х годов. Исследовательница Имельда Велехан предположила, что «вторая волна» была продолжением предыдущей фазы феминизма, включающей суфражисток в Великобритании и США. «Вторая волна» феминизма продолжает своё существование и сейчас — и сосуществует с тем, что называют «третьей волной» феминизма. Исследовательница Эстела Фридман, сравнивая первую и вторую «волны» феминизма, говорит, что «первая волна» сосредотачивалась на борьбе за равные избирательные права для женщин, в то время как «вторая волна» концентрировалась на всех аспектах юридического и социального равенства и ликвидации дискриминации женщин как таковой.
Феминистская активистка и публицистка Кэрол Ханиш придумала лозунг «Личное — это политическое» («The Personal is Political»), который стал ассоциироваться со «второй волной». Феминистки «второй волны» считали, что различные формы культурного и политического неравенства женщин неразрывно связаны между собой; они призывали женщин осознать, что отдельные аспекты их личной жизни глубоко политизированы и являются отражением сексистских властных структур.

#### «Вторая волна» во Франции
Важное развитие феминистская теория в период «второй волны» получила во Франции. По сравнению с разработками в США и Великобритании, французский феминизм отличается более философским и литературным подходом. В работах этого направления можно отметить экспрессивность и метафоричность. Французский феминизм мало внимания уделяет политическим идеологиям и сосредотачивается на теориях «тела». К нему относятся не только французские писатели, но и те, кто работал в основном во Франции и в рамках французской традиции, например, Юлия Кристева и Браха Эттингер.

##### Симона де Бовуар
Французская писательница и философ Симона де Бовуар в настоящее время наиболее известна своими метафизическими романами «Гостья» (L’Invitée, 1943) и «Мандарины» (Les Mandarins, 1954), а также написанным в 1949 году трактатом «Второй пол», в котором она даёт детальный анализ угнетения женщин.

##### Феминистский экзистенциализм. Трактат «Второй пол»
Являясь экзистенциалисткой, Бовуар принимает тезис Сартра о том, что «существование предшествует сущности», из чего следует, что «женщиной не рождаются, ею становятся». В её анализе основное внимание уделяется «Женщине» (социальному конструкту) как «Другому» — именно это Бовуар определяет в качестве основы женского угнетения. Она утверждает, что женщина исторически считается девиантной и ненормальной; что даже Мэри Уолстонкрафт считала мужчин идеалом, к которому женщины должны стремиться. По мнению Бовуар, чтобы феминизм мог двигаться вперёд, такие представления должны уйти в прошлое.

#### «Освобождение женщин» в США
Выражение «освобождение женщин» (Women’s Liberation) впервые было использовано в Соединённых Штатах в 1964 году, а в печати впервые появилось в 1966 году. К 1968 году его начинают использовать применительно ко всему женскому движению. Одним из самых активных критиков женского освободительного движения стала афроамериканская феминистка и интеллектуалка белл хукс, автор книги «Феминистская теория от края к центру» («Feminist theory from margin to center»), вышедшей в 1984 году.

#### «Загадка женственности»
Бетти Фридан в своей книге «Загадка женственности» (1963) подвергла критике идею о том, что женщины могут реализовать себя только в сфере домашнего хозяйства и воспитания детей. Как сказано в некрологе Фридан, опубликованном в журнале «The New York Times» в 2006 году, «Загадка женственности»: «…дала начальный импульс современному женскому движению в 1963 году и в результате навсегда изменила структуру общества в Соединённых Штатах и других странах мира», «многими рассматривается как одна из наиболее влиятельных публицистических книг XX века».
Фридан считала, что роль домашней хозяйки и воспитательницы детей была навязана женщине посредством создания т. н. «загадки женственности». Она отмечала, что псевдонаучные теории, женские журналы и рекламная индустрия «научили, что женщинам, обладающим истинной женственностью, не нужна карьера, им не нужно высшее образование и политические права — одним словом, им не нужны независимость и возможности, за которые когда-то боролись феминистки. Всё, что от них требуется, — это с раннего девичества посвятить себя поискам мужа и рождению детей».

### «Третья волна» феминизма
В начале 1990-х годов в США начался подъём «третьей волны» феминизма, как ответ на то, что участницы этой волны феминистской мобилизации считали неудачами «второй волны», а также антифеминистскую реакцию и консервативный откат в обществе. Идеологические отличия феминизма третьей волны от второй затрагивают в первую очередь область сексуальности: феминизм третьей волны отказывается от понимания женской гетеросексуальности как стандарта и нормы и высоко ценит сексуальность как инструмент раскрепощения женщин. Феминизм третьей волны также критикует присущий второй волне эссенциализм в определении женственности и женского опыта за чрезмерную сосредоточенность на опыте белых женщин среднего класса. Феминистки третьей волны уделяют большое внимание микрополитике и в основном опираются на постструктуралистское понимание гендера и сексуальности. Феминизм третьей волны вобрал в себя многие политические и теоретические тезисы, сформулированные активистками и теоретиками, которые начали свою деятельность в рамках второй волны, но занимали там маргинальные позиции — это, в частности: белл хукс, Глория Ансалдуа, Черри Морага, Одри Лорд и другие.
Характерными чертами феминизма третьей волны является включение компонентов квир-теории, антирасизмa и интернационализма и дестигматизация женской сексуальности. В частности, отношение к порнографии, как к одному из способов эксплуатации женщин, характерное для второй волны, в третьей сменяется на разнообразные, в том числе диаметрально противоположные точки зрения.

### «Четвёртая волна» феминизма
Началом четвёртой волны феминизма считается 2012 год, её основные акценты — это проведение кампаний по расширению прав и возможностей женщин, интерсекциональность, использование интернет-инструментов. Примером громкого публичного осуждения сексуального насилия и домогательств стала кампания #MeToo, приведшая к «эффекту Вайнштейна» и отставкам и увольнениям многих высокопоставленных мужчин, уличённых в сексуальных домогательствах.
Расширение прав женщин включает борьбу со списками запрещённых профессий, борьбу за право на бесплатные и безопасные аборты (прочойс), за собственный семейный и сексуальный выбор женщин («Моё тело — моё дело»), за принятие законов о криминализации домашнего насилия, борьбу c «третьей сменой».

## Теория
Феминистская теория включает в себя исследования в области антропологии, социологии, истории, экономики, литературной критики и литературоведения, искусствоведения, психоанализа, философии (в частности, эпистемологии, философии науки, эстетики, метафизики, этики), теории международных отношений, теории кино, политической экологии.
Современная феминистская теория основывается на теории социального конструктивизма и рассматривает «пол» и «гендер» (а также «расу») не в русле эссенциализма, как неизменные природные сущности, а как социальные конструкты — продукты устоявшихся способов мышления, поддерживающих отношения власти между социальными группами. Критикуя обыденные представления о поле и расе как объективных данностях, существующих вне истории и политики, феминистские исследования документируют и прослеживают, как в период с XVII по XIX век биология использовалась в политических целях для оправдания расовых и гендерных иерархий и неравного распределения власти и ресурсов между социальными группами. Таким образом, ключевым для феминистской теории является понимание «пола» и других социальных различий не как природных данностей, а как векторов власти.
Критика патриархата, под которым понимается господство мужчин (как группы) над женщинами, лежит в основе большинства феминистских политических теорий. С развитием феминистской теории, поднятием проблем гетеронормативности и циснормативности, данная форма социальной организации стала описываться не только в контексте пола, но и в контексте сексуальности и гендера. Общее значение понятия цисгетеропатриархата — господство цисгендерных гетеросексуальных мужчин над другими гендерами и сексуальными ориентациями. Цисгетеропатриархат описывается как идеологическая система, которая насаждает нормативные установки о том, как должен выглядеть и вести себя гетеросексуальный мужчина, маргинализует женщин и женственность, а также все трансгендерные и гендерно-неконморные тела, бросающие вызов бинарной гендерной системе.
Один из ключевых элементов современной феминистской теории — теория интерсекциональности, согласно которой различные формы угнетения (сексизм и патриархат, расизм, капитализм, гетеросексизм и другие) носят системный характер, пронизывают всё общество, все социальные институты и уровни социального взаимодействия, укрепляют и поддерживают друг друга.
К важнейшим отличительным чертам феминистской теории также относится последовательная критика традиционного научного знания. Феминистская теория критикует традиционную философию, науку, литературу и другие «авторитетные» способы описания мира, создаваемые с точки зрения социально-привилегированных мужчин; многочисленные феминистские исследования показывают, что традиционная философия и наука отражает крайне ограниченный взгляд на мир и интересы этой социальной группы (маскируя свою пристрастность и ограниченность за счёт конструктов «научной непредвзятости»). С точки зрения феминистской теории, знание всегда зависит от социальной позиции тех, кто его производит, и отражает их взгляд на мир, а значит, и их интересы; таким образом, знание в принципе не может быть беспристрастным, нейтральным и аполитичным. Достижение подлинной объективности возможно за счёт создания возможностей для сосуществования и диалога разных видов и форм знания, производимых людьми из разных социальных позиций.

## Феминистские движения и идеологии

### Краткое описание
Термин «феминизм» не подразумевает единую идеологию, и внутри этого движения существует множество течений и групп. Это связано с различными историческими прецедентами, различиями в положении и общественном статусе женщин в разных странах, а также с другими факторами. Ниже приводится список некоторых течений феминизма. Многие течения имеют много общих черт, и феминистки и про-феминисты могут являться последователями нескольких течений.
- Анархо-феминизм
- Анархо-коммунистический феминизм
- Атеистический феминизм
- Белый феминизм
- Вуманизм (от англ. woman — женщина)
- Духовный феминизм
- Индивидуалистический феминизм
- Интерсекциональный феминизм
- Исламский феминизм
- Квир-феминизм
- Киберфеминизм
- Феминизм коренных народов и феминизм коренных народов Америки
- Лесбийский феминизм
- Либеральный феминизм
- Марксистский феминизм
- Материалистический феминизм
- Мультикультурный феминизм
- Новый феминизм
- Позиционный феминизм
- Помадный феминизм
- Поп-феминизм
- Постколониальный феминизм
- Постмодернистский феминизм
- Психоаналитический феминизм
- Радикальный феминизм
- Ролевой феминизм
- Сексуально-либеральный феминизм (секс-позитивный феминизм, про-секс феминизм)
- Сепаратистский феминизм
- Сетевой феминизм
- Социалистический феминизм
- Социально-обусловленный феминизм
- Транснациональный феминизм
- Трансфеминизм
- Феминизм амазонок
- Феминизм стран третьего мира
- Французский феминизм
- Фэт-феминизм
- Чёрный феминизм
- Экзистенциальный феминизм
- Экофеминизм
- Некоторые течения и подходы также иногда обозначаются как протофеминистские и постфеминистские.

### Социалистический и марксистский феминизм
Социалистический феминизм объединяет угнетение женщин с марксистскими идеями об эксплуатации, угнетении и труде. Социалистический феминизм рассматривает женщин как подвергающихся угнетению в связи с их неравным положением на рабочем месте и в быту. Проституция, работа на дому, уход за детьми и брак рассматриваются сторонниками этого течения как способы эксплуатации женщин патриархальной системой. Социалистический феминизм сосредотачивает своё внимание на широких изменениях, затрагивающих общество в целом. Сторонники социалистического феминизма видят необходимость совместной работы не только с мужчинами, но и со всеми другими группами, которые, как и женщины, подвергаются эксплуатации в рамках капиталистической системы. Ряд социалистических феминисток подвергли понятие «патриархат» критике и выступили против его использования.
Карл Маркс и Фридрих Энгельс считали, что когда классовое угнетение будет уничтожено, исчезнет и половое неравенство. Эти мысли развиваются, в частности, в работе Энгельса: «Происхождение семьи, частной собственности и государства» (1884). Энгельс связывает подчинение женщины мужчине с формированием частной собственности, классового общества и изменением характера разделения труда в семье. По мнению марксистов, угнетение женщин полностью исчезнет только с окончательной ликвидацией общественного разделения труда и классового разделения. В частности, Александра Коллонтай подчёркивала, что «история борьбы работниц за лучшие условия труда, за более сносную жизнь есть история борьбы пролетариата за своё освобождение».
Некоторые социалистические феминисты считают наивной точку зрения, согласно которой гендерное угнетение является подчинённым по отношению к классовому угнетению, поэтому значительная часть усилий сторонников социалистического феминизма направлена на отделение гендерных феноменов от классовых феноменов. Существующие уже долгое время в США социалистические феминистские организации «Радикальные женщины» (Radical Women) и «Свободная социалистическая партия» (Freedom Socialist Party) подчёркивают, что в классических марксистских работах Фридриха Энгельса («Происхождение семьи…») и Августа Бебеля («Женщина и социализм») убедительно показана взаимосвязь гендерного угнетения и классовой эксплуатации.
Исследовательница Валери Брайсон пишет: «Марксизм, несомненно, комплексная теория, хотя, открывая для феминизма возможности новых открытий, он не является чем-то типа „клада“, из которого по желанию могут быть извлечены готовые ответы. Разработанные Марксом идеи в отношении классов и экономических процессов могут быть применены для анализа отношений полов, но их невозможно переносить автоматически». При этом в качестве «минуса» она отмечает, что «марксизм исключает возможность внеэкономического угнетения, что означает, что любые возможности конфликта интересов между полами без экономической подоплёки исключаются, равно как и вероятность существования патриархата в бесклассовом обществе».

### Радикальный феминизм
С течением времени стали возникать различные направления в радикальном феминизме, такие как культурный феминизм, сепаратистский феминизм и антипорнографический феминизм. Культурный феминизм — это идеология «женской природы» или «женской сущности», пытающаяся вернуть ценность тем отличительным чертам женщины, которые кажутся недооценёнными.
Некоторые радикальные феминистки полагают, что в обществе существует основанная на мужском начале структура власти и подчинения, и эта структура является причиной угнетения и неравенства, и пока вся эта система и её ценности продолжают существовать, никакие значительные реформы общества невозможны, и они не видят другой альтернативы, кроме полной ломки и реконструкции общества для достижения своих целей. По мнению радикальной лесбийской феминистки Мэри Дейли, мир был бы намного лучше, если бы в нём было намного меньше мужчин.
Сепаратистский феминизм — форма радикального феминизма, которая критикует гетеросексуальные отношения. Сторонницы этого течения утверждают, что сексуальные различия между мужчинами и женщинами является неразрешимыми. Сепаратистские феминистки, как правило, считают, что мужчины не могут вносить позитивный вклад в феминистское движение, и что даже руководимые благими намерениями мужчины воспроизводят патриархальную динамику. Писательница Мэрилин Фрай описывает сепаратистский феминизм как «разные виды отделения от мужчин и от учреждений, отношений, ролей и действий, определяемых и доминируемых мужчинами, а также работающих в интересах мужчин и с целью сохранения мужских привилегий, причём это отделение по собственному желанию инициируется или поддерживается женщинами».

### Либеральный феминизм
Либеральный феминизм добивается равенства мужчин и женщин через политические и правовые реформы. Это индивидуалистическое направление в феминизме, которое фокусируется на способности женщин достигать равных прав с мужчинами на основе собственных действий и решений. Либеральный феминизм использует личное взаимодействие между мужчинами и женщинами как отправную точку, от которой идёт преобразование общества. По мнению либеральных феминисток, все женщины должны иметь право быть равными с мужчинами.
Во многом, такая позиция исходит из классической концепции Просвещения о построении общества на принципах разума и равенстве возможностей. Применение этих принципов к женщинам положило основу либерального феминизма, развивавшегося в XIX веке такими теоретиками как: Джон Стюарт Милль, Элизабет Кейди Стэнтон и другими. Поэтому особенно важным для них был вопрос о праве собственности для женщины как одном из основных прав, гарантирующих независимость женщины от мужчины.
Исходя из этого, изменения положения женщин могут осуществляться без радикального изменения общественных структур, как это предполагают другие направления феминизма. Для либеральных феминистов важны такие вопросы, как: право на аборт, вопрос о сексуальных домогательствах, возможность равноправного голосования, равенство в образовании, «равная оплата за равный труд» (лозунг англ. Equal pay for equal work!), доступность ухода за детьми, доступность медицинского обслуживания, привлечение внимания к проблеме сексуального и бытового насилия в отношении женщин.

### Чёрный феминизм
«Чёрный» феминизм утверждает, что сексизм, классизм и расизм неразрывно связаны между собой. Концепция тройного угнетения по этим признакам была разработана афро-американскими коммунистами и популяризирована в середине XX века феминисткой Клаудией Джонс. Формы феминизма, которые стремятся к преодолению сексизма и классового угнетения, но игнорируют расизм, могут быть дискриминационными по отношению ко многим людям, включая женщин, через расовые предубеждения. В Заявлении «чёрных» феминисток, разработанном «чёрной» феминистской лесбийской организацией «Коллектив реки Комби» (The Combahee River Collective) в 1974 году, говорится, что освобождение чернокожих женщин влечёт за собой свободу для всех людей, поскольку это предполагает конец расизма, сексизма и классового угнетения.
Одной из теорий, зародившихся в рамках этого движения, стал вуманизм Элис Уокер. Он возник как критика феминистского движения, в котором доминируют белые женщины среднего класса и которое в целом игнорирует угнетение по расовому и классовому признакам. Элис Уокер и сторонницы вуманизма отмечали, что чернокожие женщины испытывают угнетение в других и более интенсивных формах, чем белые женщины.
Анджела Дэвис (автор книги «Женщины, раса и класс»; «Women, Race, and Class») стала одной из первых феминисток, построивших свою аргументацию вокруг точки пересечения расы, гендера и класса — что впоследствии получило название «интерсекциональность» (термин предложен Кимберли Крэншоу, являющейся известным феминистским теоретиком права, в своём эссе «Обозначая границы: Интерсекциональность, политика идентичности и насилие в отношении женщин небелого цвета кожи»; англ. «Mapping the Margins: Intersectionality, Identity Politics and Violence Against Women of Color»).

### Постколониальный феминизм
Постколониальные феминистки утверждают, что угнетение, связанное с колониальным опытом (в частности: расовое, классовое и этническое угнетение) оказало маргинализующее воздействие на женщин в постколониальных обществах. Они ставят под сомнение гипотезу о том, что гендерное угнетение является главной движущей силой патриархата. Сторонники постколониального феминизма выступают против изображения женщин незападных обществ в качестве пассивных и безгласных жертв, а женщин западных стран как современных, образованных и обладающих гражданскими правами.
Постоколониальный феминизм возник из гендерной теории колониализма: державы-колонизаторы часто навязывают колонизируемым регионам свои нормы. По словам Чиллы Бальбек, в настоящее время постколониальный феминизм борется за уничтожение гендерного угнетения в рамках собственных культурных моделей общества, а не через те модели, которые навязывались (в частности) западными колонизаторами. Постколониальный феминизм относится критически к западным формам феминизма (в частности — к радикальному и либеральному феминизму и их универсализации женского опыта). Это направление в целом может быть охарактеризовано как реакция на универсалистские тенденции в западной феминистской мысли и на недостаток внимания к гендерным вопросам в основном потоке постколониальной мысли.
Феминизм «третьего мира» — условное название для группы теорий, разработанных феминистками, сформировавшими свои взгляды и участвовавшими в феминистской деятельности в так называемых странах «третьего мира». Феминистки из стран «третьего мира», такие как Чандра Талпад Моханти (Chandra Talpade Mohanty) и Сароджини Саху (Sarojini Sahoo), критикуют западный феминизм на том основании, что он этноцентричен и не принимает во внимание уникальный опыт женщин из стран «третьего мира». По словам Чандры Талпад Моханти, женщины в странах «третьего мира» считают, что западный феминизм основывает своё понимание женщины на «внутреннем расизме, классизме и гомофобии».

### Трансфеминизм
Трансфеминизм — направление феминизма, занимающееся защитой трансгендерных людей; также определяется как «подход к феминизму, информированный о вопросах трансгендерной политики». Данное направление возникло в качестве ответа трансгендерных женщин на трансфобные взгляды радикальных американских феминисток 1970-х годов. В настоящее время исключающие транс-людей радикальные феминистки являются меньшинством в феминистском движении. Рядом исследователей, в том числе социалистической феминистской организацией Radical Women, они описываются как группа ненависти.
Трансфеминистки отстаивают право на идентичность и право на изменение тела.

## Феминизм в искусстве

### В музыке
В 1972 году Джон Леннон и Йоко Оно выпустили песню Woman Is the Nigger of the World, вошедшую в их совместный альбом Some Time in New York City.
Фраза «женщина — ниггер мира» была сказана Йоко Оно в интервью британскому журналу «Nova» в 1969 году и процитирована на обложке журнала. Отмечалось, что схожие слова были в одной из реплик в романе Зоры Ниэл Хёрстон «Их глаза видели Бога» (1937).
Песня говорит о подчинённом положении женщин по отношению к мужчинам и о женоненавистничестве, распространённом во всех культурах.
В 1972 году в интервью телепрограмме «The Dick Cavett Show» Джон Леннон сказал, что при создании песни он вдохновлялся ирландским социалистом Джеймсом Коннолли (1868—1916). Объясняя профеминистское направление песни, он процитировал слова Коннолли: «работница — рабыня раба» (англ. «the female worker is the slave of the slave»).

### В изобразительном искусстве
Женские группы активно проявили себя в Нью-Йорке, где Коалиция работников искусства среди своих «13 требований», выдвинутых перед музеями, назвала необходимость «преодолеть несправедливость, веками проявляемую по отношению к художницам, установив при организации выставок, приобретении новых экспонатов и формировании отборочных комитетов, равную представительную квоту для художников обоих полов». Вскоре возникла «группа влияния» под названием «Художницы бунтуют» («Women Artists in Revolution», сокращённо W.A.R.; подобно англ. war — «война»), протестующая против дискриминации женщин на ежегодных экспозициях в Музее Уитни. Члены группы ратовали за то, чтобы процент участниц был повышен с 7 до 50 процентов.
В этой атмосфере (дебаты о женском творчестве) было сформулировано несколько ключевых идей, самые заметные из которых были изложены в эссе Линды Нохлин «Почему нет великих художниц?», опубликованном в 1971 году в «Арт ньюз» и в каталоге к выставке «25 современных художниц». Предметом рассмотрения Нохлин стал вопрос: есть ли в женском творчестве какая-то особая женская суть? — «Нет, не имеется», — доказывала она. Причины отсутствия среди женщин художников ранга Микеланджело — Нохлин усматривала в системе общественных институтов, включая образование.
Художница Линда Бенглис сделала демонстративный жест, бросив в 1974 вызов мужскому сообществу. Она сделала ряд фотографий, где, позируя как модель, пародировала типично мужской взгляд на женщин; в заключительной фотографии цикла она снялась обнажённой с фаллоимитатором в руке.

## Влияние на западное общество
Феминистское движение повлекло за собой[уточнить] различные изменения в западном обществе, в том числе: предоставление женщинам права голоса в выборах; право подавать заявление на развод; право на владение имуществом; право женщин на контроль над собственным телом и право решать, какое медицинское вмешательство для них допустимо (в том числе: выбор противозачаточных средств и аборты и другое).

### Гражданские права
С 1960-х годов женское освободительное движение вело кампанию за следующие женские права: равную с мужчинами оплату, равные законодательные права и свободу в планировании своей семьи. Их попытки привели к неоднозначным результатам.

### Интеграция в общество
Некоторые из исключительно радикально-феминистических[уточнить] взглядов теперь приняты повсеместно, как само собой разумеющаяся, традиционная часть политической мысли. Подавляющее большинство населения западных стран не видит ничего противоестественного в праве женщин голосовать, самостоятельно выбирать супруга (или не выбирать никого), владеть землёй — всего того, что показалось бы невероятным ещё сто лет назад.

### Влияние на язык
Феминистки, говорящие на английском языке, зачастую являются сторонниками использования гендерно-нейтрального языка); например, используя гоноратив «Ms.» (читается как /ˈmɪz/, в отличие от «Miss» /ˈmɪs/) по отношению к женщинам, независимо от того, состоят ли они в браке. Феминистки также выступают за выбор слов, которые не исключают один из полов, если речь идёт о явлении, понятии или предмете, свойственном и мужчинам, и женщинам, как например «супружество» вместо «замужества».
Английский язык предоставляет более глобальные примеры: слова «humanity» и «mankind» используются для обозначения всего человечества, но второе слово («mankind») восходит к слову «man», в современном английском имеющем значение «мужчина», и потому использование слова «humanity» предпочтительнее: оно восходит к гендерно-нейтральному слову «human»: «человек».
Во многих других языках (в том числе и русском) принято использовать грамматическое «он», если пол человека, о котором идёт речь в предложении, неизвестен; более политкорректным с точки зрения феминизма будет использование в таких случаях «он или она», «он/она», «его/её», «его или её», и т. д.
Данные перемены в языковых требованиях также объясняются стремлением исправить элементы сексизма в языке, так как некоторые феминистки считают, что язык напрямую влияет на наше восприятие мира и понимание своего места в нём (см. гипотезу Сепира — Уорфа).

### Влияние на мораль в образовании
Оппоненты феминизма заявляют, что женская борьба за внешнюю власть (как противоположность «внутренней власти», которая помогает оказывать влияние на формирование и поддержание таких ценностей, как этика и мораль) оставила «вакуум», так как ранее роль морального воспитателя традиционно отводилась женщине. Некоторые феминистки отвечают на этот упрёк тем, что сфера образования никогда не была и не должна была быть исключительно «женской».

### Влияние на гетеросексуальные отношения
Феминистское движение, несомненно[уточнить], повлияло на гетеросексуальные отношения (как в западном обществе, так и в других странах, подвергшихся влиянию феминизма). В то время как в общем это влияние оценивается[кем?] как «позитивное», также отмечаются и негативные последствия.
В некоторых отношениях произошла перемена полюсов власти. В таких случаях и мужчинам, и женщинам приходится адаптироваться к сравнительно новым ситуациям, что иногда вызывает замешательство и смятение в привыкании к нетрадиционным для каждого пола ролям.
Женщины теперь более свободны в выборе открывающихся для них возможностей, но некоторые ощущают значительный дискомфорт от необходимости исполнять роль «суперженщины» (через балансирование между карьерой и заботой о домашнем очаге) в ответ на то, что в новом обществе женщине труднее быть «хорошей матерью». В то же время, вместо перекладывания ответственности за воспитание и уход за детьми исключительно на матерей, многие отцы стали активнее включаться в этот процесс (признавая, что это и их ответственность тоже).
Начиная со «второй волны» феминизма имеют место и перемены в отношении сексуального поведения и морали (женщины чувствуют себя более уверенно в сексуальных отношениях), во многом обусловленные следующими факторами:
- Свободный выбор средств предохранения от незапланированного зачатия;
- Изменение общественного мнения по отношению к женской сексуальности.

Несмотря на это мнение некоторые феминистки считают, что результаты сексуальной революции благоприятны только для мужчин. Дискуссия на тему «является ли супружество институтом притеснения женщин» продолжает быть актуальной; те, кто рассматривает брак как инструмент угнетения, делают выбор в пользу «гостевого» брака или так называемых «отношений без обязательств».

### Влияние на религию
Феминизм также оказал влияние на многие аспекты религии.
В либеральных ответвлениях протестантизма женщины могут быть членами духовенства. В реформизме и реконструктивизме женщина может стать священнослужительницей, певчей. Внутри этих групп христианского реформизма женщины постепенно стали более или менее равны мужчинам посредством доступа к высокопоставленным постам; их перспектива теперь заключается в исследовании и новом истолковании соответствующих верований.
Эти тенденции, однако, не поддерживаются в исламе, католичестве и православии. В православном и католическом богослужении женщины участвуют как певчие в хоре, однако женское священство отсутствует (хотя существует дискуссия о женском дьяконате). Набирающие силу деноминации ислама запрещают мусульманкам быть в составе духовенства в каком бы то ни было качестве, включая занятия теологией. Либеральные движения внутри ислама всё же не оставляют попыток провести некоторые реформы феминистского характера в мусульманском обществе.

## Феминизм по странам

### Феминизм в России
Феминизм в России начал складываться как общественное движение в середине XIX века. Исторически первыми задачами дореволюционного женского движения было обеспечить женщинам доступ к оплачиваемому труду и образованию. Позже на первый план вышла цель добиться избирательного права для женщин, что было достигнуто летом 1917 года. После Октябрьской революции большевики вначале сотрудничали с женским движением и осуществили те реформы, которые феминистки до этого готовили и продвигали десятилетиями. При этом советская власть не одобряла существование независимого женского движения, считая его буржуазным, и реализовывала собственный проект эмансипации, направленный на политическую и экономическую мобилизацию женщин в интересах государства.
Многие проблемы женщин при этом не могли быть решены и оказались на повестке нового феминистского движения, возникшего в конце 1970-х годов в диссидентских кругах, когда в самиздате вышел альманах «Женщина и Россия», под редакторством Татьяны Горичевой, Наталии Малаховской и Татьяной Мамоновой. Позднее, в 1980—1982 годах, команда альманаха издавала журнал «Мария» и основала одноимённый женский клуб. В диссидентском движении реакции на первые феминистские издания были разными: от заинтересованных и сочувственных до недоумённых и насмешливых. Многие утверждали, что «женское движение в России невозможно и не нужно». На Западе, по свидетельству одной из участниц альманаха «Женщина и Россия» Юлии Вознесенской, первые его выпуски имели огромный успех, что заставило многих диссидентов пересмотреть своё отношение к альманаху и женскому движению в целом. Советские феминистки (хотя сами они себя феминистками, как правило, не называли) подвергались преследованиям со стороны КГБ, макеты и тиражи журналов изымались, многим участницам феминистского самиздата угрожали отнять детей, принуждали эмигрировать.
В начале XXI века в России феминизм как движение представлен некоторым числом активисток, убеждения которых различаются от либеральных до радикальных.
Среди характерных локальных проблем феминизма в России можно назвать:
- Действующий список из 456 видов деятельности, запрещённых для женщин[114], в том числе фактический запрет на службу в вооружённых силах[115][116][117][118][119][120].

Приказ Минтруда РФ от 18 июля 2019 года № 512н определил с 1 января 2021 года перечень профессий, которые ограничены для женщин: вместо 456 позиций осталось 100. Поправки снизили уровень дискриминации, у женщин появилось право трудоустроиться водителями большегрузных автомобилей, водить электропоезда и т. д.
- Декриминализация домашнего насилия, приводящая к насилию в адрес женщин, вплоть до тяжёлых увечий и смерти[123]. Фактически, в особо вопиющих случаях женщин ставят перед выбором — умереть самим или сесть за решётку за «превышение необходимой самообороны». Наиболее громкими случаями были смерть Анны Бешновой, после изнасилования заявившей насильнику, что его накажут, история Дианы Шурыгиной, изнасилованной и рассказавшей об этом на всю страну, история Маргариты Грачёвой, которой муж из ревности отрубил руки топором, дело сестёр Хачатурян, убивших своего отца, который годами их избивал и насиловал.
- Политические преследования за феминистское творчество (см. Дело Pussy Riot, Цветкова, Юлия Владимировна[124][125]).

4 апреля 2023 года депутат Госдумы Олег Матвейчев разработал законопроект о признании феминизма экстремистской идеологией. По мнению депутата: «феминистки являются агентурой Запада» и «занимаются разрушением традиционных ценностей», а также «распространяют фейки о ВС РФ в социальных сетях». Законопроект проходит оценку в комиссии Госдумы по иностранному вмешательству — добавил парламентарий. В случае положительного заключения его внесут на рассмотрение нижней палаты парламента

## Критика

### Историческая справка
Негативные реакции на феминистские идеи и требования сопутствуют феминизму на протяжении всей его истории. В некоторых исторических контекстах противодействие феминистским движениям выливается в формирование антифеминистских и маскулистских контрдвижений. Как отмечают исследователи контрдвижений, контрдвижения появляются в случаях, если:
- «оригинальное» движение добивается заметных успехов;
- цели «оригинального» движения угрожают интересам какой-либо группы людей;
- на политической сцене присутствуют союзники, которые могут обеспечить контрдвижению поддержку[129].

Так, Мужское движение антифеминистской направленности возникло в США в 1970-е годы как реакция на успешные феминистские кампании того времени.
Хотя среди противников феминизма XX века существовало значительное разнообразие взглядов и аргументов, общим для большинства из них являлось представление о «биологии как судьбе», то есть оправдание положения женщин их биологическими особенностями. Иногда в антифеминистской риторике также используются религиозные аргументы.
На протяжении истории противники феминизма были вынуждены постепенно признавать изменения в положении женщин. В результате в некоторых формах современного антифеминизма такие достижения феминистских движений, как женское избирательное право, право женщин на образование и труд, не подвергаются сомнению, но при этом отрицается современная повестка феминистских движений: антифеминисты утверждают, что феминистские движения уже выполнили свою историческую роль и больше не нужны. Иногда сторонники этой позиции также утверждают, что в современном обществе дискриминации подвергаются уже мужчины. Некоторые авторы предполагают, что представительницы радикального феминизма выступают за переход социальной организации к матриархату.
Как отмечают исследователи, антифеминисты XX века часто прибегали к пренебрежительным характеристикам и высмеиванию феминисток, использовали переход на личности, гомофобные и мизогинные оскорбления.

### Современная критика
Российская исследовательница Страхова считает, что современный феминизм характеризуется стремлением к двойным стандартам в пользу женщин, «что подчёркивается в антифеминистских текстах, обвиняющих уже феминизм в половой дискриминации»: по мысли исследователя, «феминизм готов оставить мужчинам обязанности с сокращением прав, а женщинам предоставить максимум прав при минимуме обязанностей».
Российская исследовательница Геворкова критикует «экстремистские» проявления феминизма, под которыми она понимает радикальный феминизм: по её мнению, свойственные этому направлению идейный багаж и практика «не решают тех настоящих серьёзных проблем, которые могут быть решены лишь постепенно».